# チャーリーとローラ
『チャーリーとローラ』（原題：Charlie and Lola）は、英国の女流絵本作家ローレン・チャイルド（Lauren Child）原作の絵本、またはそれをベースにしたアニメ作品。
テレビアニメの制作はタイガー・アスペクト・プロダクション。2005年にアニメが英国で放送され、日本では2009年8月10日から8月12日までNHK BS2でBS夏休みアニメ特選として放送された。

## 番組概要
どこにでもいそうな、ごくごく普通の兄妹のチャーリーとローラ。ちょっぴり意地っ張りで負けず嫌いだけど、おしゃまな女の子ローラと、彼女を優しく見守るお兄ちゃんのチャーリー。この作品は、そんな2人の日常を描いたストーリーである。
この作品はCelActionというソフトウェアを用いて、2Dのセルアニメーションとや紙や布などを同じ画面で使っている 。

## 登場人物
チャーリー・ソナー（Charlie Sonner）
声 - Jethro Lundie Brown
主人公の1人で、7歳の男の子。自分の名前が書いてある長袖シャツを、寝る時以外は常時着用している。毎回冒頭で、妹のローラを視聴者に「ちょっと変わった子」と紹介しているが、実は彼女を非常に大事に思っていて、第13話で彼女の不注意で自作のロケットを壊されて激怒した際にもローラを「お前」でなく「キミ」と呼んでいる。
DVD版第4話（ディズニージュニア版第14話）で誕生日を迎える。ソーレン・ローレンソンのことは（ローラがしばしば彼のことをチャーリーに話すので）名前だけは知っている。
ローラ・ソナー（Lola Sonner）
声 - マイシー・コーウェル、吹 - 久野美咲
もう1人の主人公。チャーリーの妹で4歳。ピンクミルクとカリフラワーとお兄ちゃんが大好きだが、極度の偏食癖でトマトを筆頭に様々な野菜や果物などを口にしない。
マーブ・ロウ（Marv Lowe）
声 - ライアン・ハリス、吹 - 冨澤風斗、青木柚（クリスマス）
チャーリーの親友で彼と同い年の男の子。時々ローラやロッタと一緒に遊ぶこともある。
ロッタ・ゼハイブ（Lotta Zehybe）
声 - モーガン・ゲイル
ローラの親友で彼女と同い年の女の子。少々内気で、活発なローラおよびその兄のチャーリーをちょっと尊敬している。DVD版第13話（ディズニージュニア版第20話）で誕生日を迎える。
時々チャーリーやマーブと一緒に遊ぶこともある。
シズル（Sizzles）
マーブのペットの犬。彼だけでなく主人公兄妹やロッタにも懐いている。
ソーレン・ローレンソン（Soren Lorensen）
声 - スタンリー・ストリート
ローラの空想でのみ現れる男の子で、彼の姿はローラにしか見えない。公式サイトでの名前はSolen Lorensenと、またディズニージュニア版の第13話などのED字幕ではSoren Lorensonと表記されている。
DVD版の第4話（ディズニージュニア版の第14話）で初登場。
- その他 - 海鋒拓也 ※主役かは不明

## サブタイトル一覧
本作のエピソードは、（2007年11月・12月にリリースされた）DVDでの収録順序とディズニージュニアでの放送順序が大きく異なる。したがって、話数の表記は、まずDVD版での話数を示し、そのあとでカッコ内にTV放送（=ディズニージュニア）版のそれを示す。なお、日本語版のサブタイトルはタイトルコールのみで、字幕の形式では表示されない。また、英語版のサブタイトル字幕は原文のまま。

### シリーズ1
1. (1)I will not ever Never eat a tomato. / あたしトマトなんて絶対ぜったい食べないもん
2. (6)We do promise honestly we CAN look after your DOG. / あたしたちちゃんと犬の世話が出来るからね
3. (23)I'm far TOO extremely BUSY. / あたしとっても忙しいの
4. (14)It's A secret. / 秘密なんだからね
5. (15)I Love going to Granny and Grandpa it's just that… / あたし、おじいちゃんとおばあちゃんの家に行くの大好き[6]
6. (18)I'm Just not keen on SPiders. / あたしとってもクモが苦手なの
7. (9)I'm Really ever so not well. / あたし本当にとっても具合が悪いの
8. (3)I am NOT sleepy and I will NOT go to bed. / ちっとも眠くないからベッドへは行かない
9. (4)but that is MY book. / それはあたしの本なのよ
10. (11)BOO! Made you jump! / わっ！驚いたでしょう
11. (22)I want to play MUSIC too. / あたしも演奏したい
12. (12)The most wonderfullest PICNIC in the whole wideworld. / 世界で一番最高に素敵なピクニック
13. (20)You won't LIKE this present as much as I do! / あたしのプレゼント気に入ってくれるかな
14. (2)I can do anything that's everything all on my own. / あたしは一人で何だってぜーんぶ出来ちゃうんだからね
15. (5)There is only one sun and that is me! / あたし、絶対に太陽になる！
16. (7)I've won… No I've won… No I've won. / あたしの勝ち　違う、ボクの勝ち　違う、あたしよ　ボクだって　違う、あたし
17. (13)It wasn't me! / あたしじゃない！
18. (17)Say "Cheese" / はい「チーズ」
19. (25)My Little Town / ボクの小さな街
20. (8)I Like my hair completely the way it is. / あたし、今の髪が大好きなの
21. (16)I do not EVER,NEVER want my WOBBLY TOOTH to fall out. / あたし　歯が抜けるのは嫌なの
22. (21)I must take completely everything. / あたし、全部持っていくんだもん
23. (10)I AM HURRYING I'm almost nearly ready! / あたし急いでいるのよ　後ちょっとだからね
24. (24)I want to be much more BIGGER like you. / あたし　チャーリーみたいに大きくなりたい
25. (26)But I am an alligator. / あたしはワニなの
26. (19)Snow is my favourite and my best. / あたし　雪ってだーい好き

### シリーズ2
1. It is Absolutely Completely Not Messy
2. I Spy with My Little Eyes
3. I Am Extremely Magic
4. This is Actually My Party
5. How Many More Minutes
6. I Am Collecting a Collection
7. My Best Best Bestest Friend
8. Lucky, Lucky Me
9. I Just Love My Red Shiny Shoes
10. I Really Wonder What Plant I'm Growing
11. Charlie is Broken!
12. I Will Be Especially, Very Careful
13. Yes I Am, No You're Not
14. I Am Really, Really, Really Concentrating
15. Will You Please Stop Messing About
16. I Completely Know About Guinea Pigs
17. What if I Get Lost in the Middle of Nowhere?
18. Welcome to Lolaland
19. Please May I Have Some of Yours?
20. Can You Maybe Turn the Light On?
21. You Can Be My Friend
22. I Wish I Could Draw Exactly More Like You
23. I Will Not Ever Never Forget You, Nibbles
24. Never Ever Never Step on the Cracks
25. Look After Your Planet
26. Too Many Big Words

### シリーズ3
1. I Really Absolutely Must Have Glasses
2. Thunder Completely Does Not Scare Me
3. I Slightly Want to Go Home
4. I Am Extremely Absolutely Boiling
5. I Can Train Your Dog
6. Do Not Ever Never Let Go
7. Our Shop Sells Everything
8. I Am Inventing a Usefullish Invention
9. But We Always Do It Like This
10. I Can't Stop Hiccupping!
11. I Am Completely Hearing and Also Listening
12. But I Don't Really Like This Present
13. I Can Dance Like a Dancer
14. Help! I Really Mean It!
15. I Would Like to Actually Keep It
16. It's Raining, It's Boring
17. I Am Goody the Good
18. It is Very Special and Extremely Ancient
19. What Can I Wear for Halloween?
20. But Marv Is Absolutely Charlie's Best Friend
21. I Am Making a Craze
22. But Where Completely Are We?
23. I Really, Really Need Actual Ice Skates
24. I Wish I Could do that, and also that too
25. I Am Going to Save a Panda
26. I've Got Nobody To Play With

### 30分スペシャル
1. How Many More Minutes Until Christmas?
2. Everything Is Different and Not the Same

## 書籍情報
『チャーリーとローラのおはなし 』シリーズとして発行。
- ぜったいたべないからね（I will not ever NEVER eat a tomato）

2002年1月フレーベル館より発行。ローレン・チャイルド作・木坂涼訳。
- ぜったいねないからね (I Am Not Sleepy and I Will Not Go to Bed )

2002年1月フレーベル館より発行。ローレン・チャイルド作・木坂涼訳。
- ぜったいがっこうにはいかないからね（I Am Too Absolutely Small for School ）

2004年3月フレーベル館より発行。ローレン・チャイルド作・木坂涼訳。
- ぜったいぜったいたべないからね!（Charlie and Lola's I Will Never Not Ever Eat a Tomato Pop-Up）

『ぜったいたべないからね』の仕掛け絵本版で、コリーナ・フレッチャーとの共著。日本語訳はみましょうこが担当。 2010年5月に大日本絵画 より発行。